# Sień Sypialni Króla na Wawelu
Sień sypialni króla – jedno z pomieszczeń Zamku Królewskiego na Wawelu, wchodzące w skład ekspozycji Prywatnych Apartamentów Królewskich.
Na ścianach arras flamandzki – Porwanie Sabinek oraz holenderskie portrety z 1. połowy XVII w., wychodzące spod pędzli takich artystów, jak: Goverta Flincka (portret męski), Ferdinanda Bola (autoportret) i Jacoba Adriaensza Backera (portret chłopca), a także Koncert. Wśród mebli barokowe gdańskie o masywnych formach, z bujnym plastycznym ornamentem (stół, szafa oraz prasa do bielizny). Skrzynia i owalny stół pochodzą z Włoch (XVII w.), fotele niemieckie (koniec XVII w.).